# Jarocin (gromada w powiecie jarocińskim)
Jarocin – dawna gromada, czyli najmniejsza jednostka podziału terytorialnego Polskiej Rzeczypospolitej Ludowej w latach 1954–1972.
Gromady, z gromadzkimi radami narodowymi (GRN) jako organami władzy najniższego stopnia na wsi, funkcjonowały od reformy reorganizującej administrację wiejską przeprowadzonej jesienią 1954 do momentu ich zniesienia z dniem 1 stycznia 1973, tym samym wypierając organizację gminną w latach 1954–1972.
Gromadę Jarocin z siedzibą GRN w mieście Jarocinie (nie wchodzącym w skład gromady) utworzono 1 stycznia 1960 w powiecie jarocińskim w woj. poznańskim z obszarów zniesionych gromad: Cielcza i Wilkowyja w tymże powiecie.
31 grudnia 1961 do gromady Jarocin włączono kilka parceli z karty 1 obrębu Bogusław z miasta Jarocina w tymże powiecie.
1 stycznia 1962 do gromady Jarocin włączono miejscowości Dąbrowa i Roszków ze znoszonej gromady Nosków w tymże powiecie.
W 1965 gromada miała 27 członków GRN.
1 stycznia 1970 do gromady Jarocin włączono 777,51 ha z miasta Jarocin w tymże powiecie.
31 grudnia 1971 do gromady Jarocin włączono obszar zniesionej gromady Golina oraz miejscowości Cząszczew, Kąty, Mieszków, Osiek i Radlin ze zniesionej gromady Mieszków w tymże powiecie.
Gromada przetrwała do końca 1972 roku, czyli do kolejnej reformy gminnej. 1 stycznia 1973 w powiecie jarocińskim reaktywowano zniesioną w 1954 roku gminę Jarocin.